# NGC 514
NGC 514 je galaksija u zviježđu Ribe.

## Vanjske poveznice
- SEDS: NGC 0514